# فرانك غلازر
فرانك غلازر (بالإنجليزية: Frank Glazer)‏ هو عازف بيانو أمريكي، ولد في 19 فبراير 1915 في مقاطعة دودج في الولايات المتحدة، وتوفي في 12 يناير 2015 في Topsham, Maine ‏ في الولايات المتحدة.

## وصلات خارجية
- فرانك غلازر على موقع IMDb (الإنجليزية)
- فرانك غلازر على موقع ميوزك برينز (الإنجليزية)
- فرانك غلازر على موقع أول ميوزيك (الإنجليزية)
- فرانك غلازر على موقع ديسكوغز (الإنجليزية)